# تپه مرتع‌بلاغ ۲
تپه مرتع بلاغ ۲ مربوط به تاریخی ـ قرون اولیه و میانه اسلامی است و در شهرستان همدان، بخش مرکزی، دهستان سنگستان، ۳۰۰ متری ضلع شمالی روستای مرتع بلاغ واقع شده و این اثر در تاریخ ۲۳ بهمن ۱۳۸۵ با شمارهٔ ثبت ۱۷۱۳۳ به عنوان یکی از آثار ملی ایران به ثبت رسیده است.